# Oxyallagma
Oxyallagma is een geslacht van libellen (Odonata) uit de familie van de waterjuffers (Coenagrionidae).

## Soorten
Oxyallagma omvat 1 soort:
- Oxyallagma dissidens (Selys, 1876)